# Iglesia de la Natividad de Nuestra Señora (Almazora)

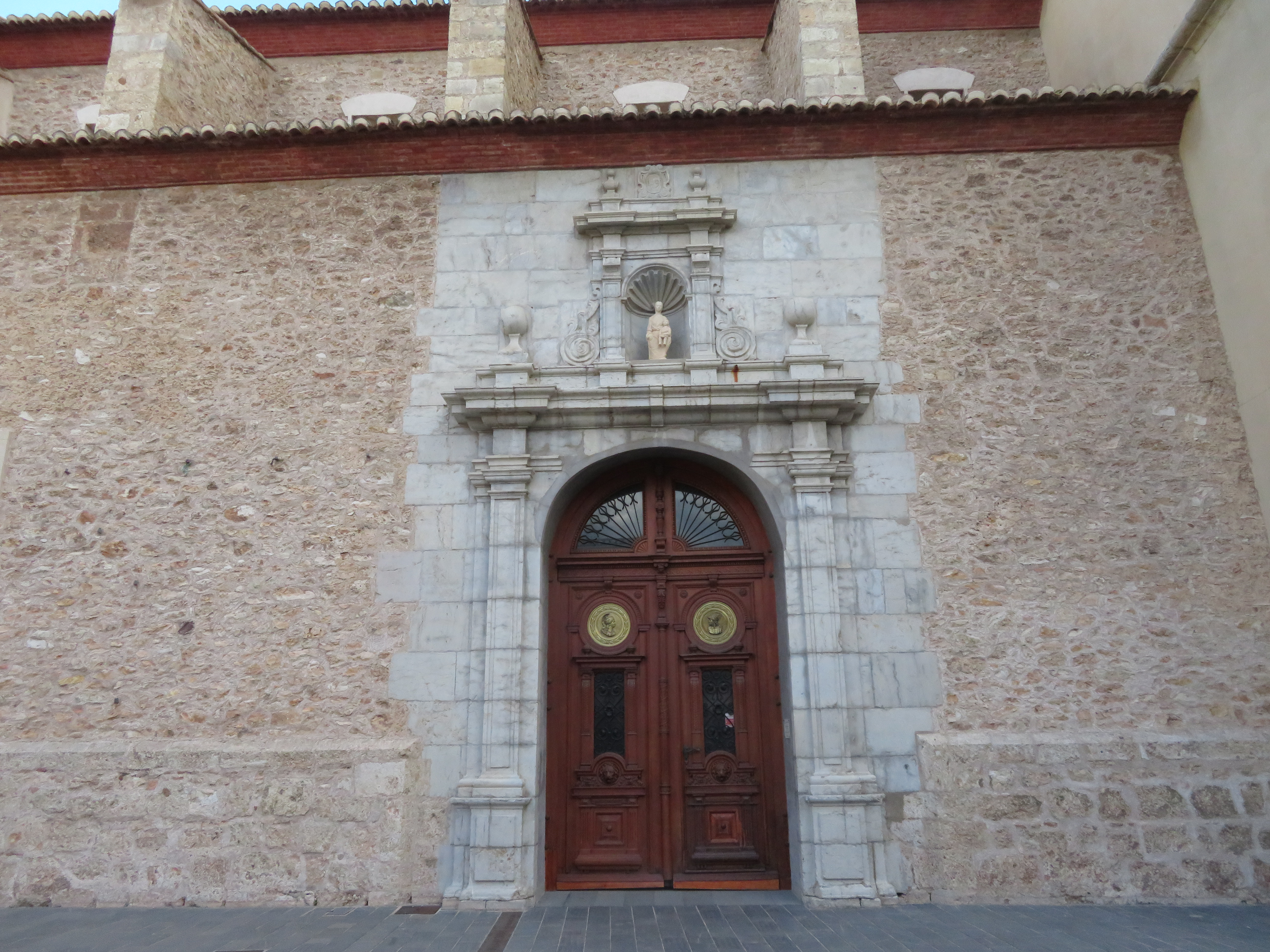
Iglesia parroquial de la Natividad de Nuestra Señora (La Vila, Almassora).

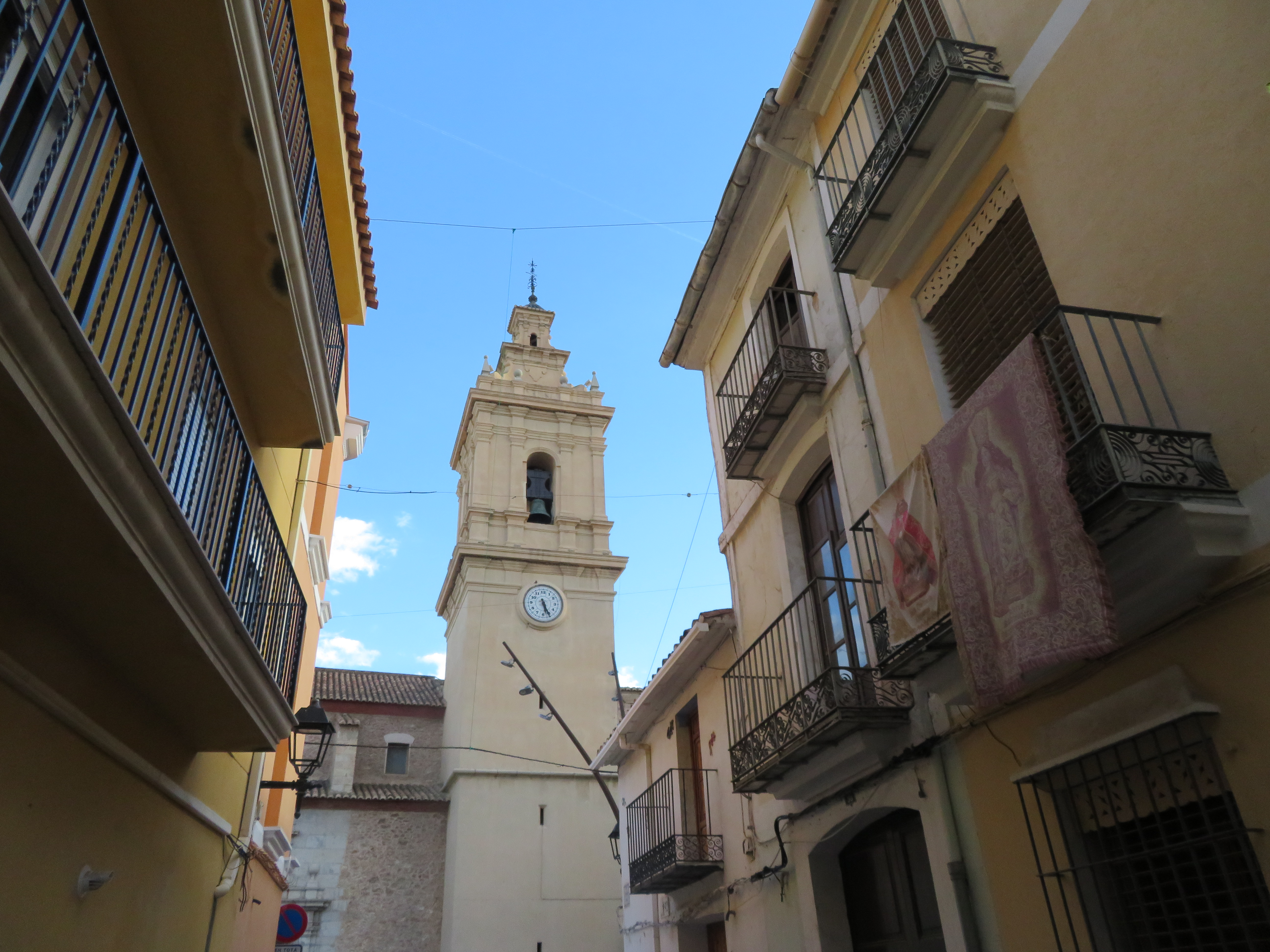
Panorámica del campanario de la iglesia parroquial de la Natividad de Almassora.

La iglesia parroquial de la Natividad de Nuestra Señora, en la "Vila" de Almazora (Provincia de Castellón, España), fue construida a finales del siglo XVII (entre 1685 y 1691) en estilo barroco, y posteriormente alargada en 1864 al edificarse la capilla de la Comunión.
Está catalogada como Bien de relevancia local, con código de identificación:12.05.009-002, según consta en la Dirección General de Patrimonio Artístico de la Generalidad Valenciana.

## Descripción
Se trata de un templo de una sola nave y capillas entre contrafuertes, que contaba con un altar como con diversos lienzos - Nacimientos de Nuestra Señora del siglo XVIII, esculturas de Nuestra Señora de la Piedad, de José Esteve Bonet, etc. -, que desaparecieron en 1936. 
Custodia actualmente un lienzo de El Salvador realizado por Joaquín Oliet Cruella —«Joachim Oliet pinxit Anno MDCCXLV»—, así como una buena colección de orfebrería —relicario de Santa Quiteria, de plata sobredorada, gótico, de fines del siglo XV y con punzón valenciano; y bandeja petitoria—. 
En la fachada que da a la plaza hay una lápida funeraria romana del siglo I o II de nuestra era, única que subsiste de las transmitidas por los autores, de las encontradas en el término.